# Leandro Castellani
Leandro Castellani (Fano, 1º dicembre 1933) è un regista, sceneggiatore e autore televisivo italiano.

## Biografia
È stato uno dei principali creatori dell'inchiesta storica televisiva e dei programmi di testimonianze, per i quali ha ricevuto numerosi riconoscimenti internazionali, dal Leone d'oro di Venezia al Premio Marconi, dal Premio Montecarlo al Prix Italia e diversi altri.
Fra le inchieste-tv da lui curate e realizzate: L'enigma Oppenheimer, i cicli Mille non più mille (1979), La bomba prima e dopo (1984), Norimberga: processo al processo (1985), Le mille e una Italia (1987), Vaticano segreto (1997). Ha diretto e spesso anche scritto numerosi sceneggiati, telefilm e film per la tv, fra i quali L'affare Dreyfus (1968), Il processo Slansky (1968), Le cinque giornate di Milano (1970), Orfeo in paradiso (1971), Ipotesi sulla scomparsa di un fisico atomico (1972), Delitto di regime - Il caso Don Minzoni (1973), Ladri & Quadri, (1973), Quaranta giorni di libertà (1974), La gatta (1978), Il sottoscritto Giuseppe Donati (1983), Se non avessi l'amore (1991) e molti altri.
Si è cimentato, sempre con successo, in quasi tutti i generi televisivi, dal teatro reinventato per la tv (Il Faust di Marlowe, 1977), allo spettacolo musicale (Vai col liscio!, 1974), al giallo (Sul filo della memoria, 1972) al film-tv d'impegno culturale (Tommaso d'Aquino, 1975), alla "docu-fiction" come le quindici biografie risorgimentali di Italia chiamò (1992). Ha inoltre curato la regia della quarta e quinta stagione della fiction televisiva Incantesimo (2000-2002).
Per la radio ha scritto e diretto importanti sceneggiati: Oganga Schweitzer (12 puntate), Le voci dell'aria (65 puntate), Raccontare Antonio (5 puntate). Per il cinema ha diretto Il coraggio di parlare (1987) e Don Bosco (1988).
Laureato in filosofia all'Università di Urbino e diplomato al Corso superiore di giornalismo presso la stessa università, ha dato alle stampe volumi storici, saggi giornalistici e opere di narrativa. Ha anche dedicato alcuni volumi al linguaggio audiovisivo ed è stato redattore per le voci di cinema e televisione per il dizionario di scienze e tecniche La comunicazione (2002).
È stato docente di teoria e tecnica della televisione presso la facoltà di Scienze della comunicazione dell'U.P.S. a Roma. È membro dell'Accademia marchigiana di scienze lettere ed arti, sodale del Pio Sodalizio dei Piceni di Roma, socio della Fondazione Carifano, Commendatore al merito della Repubblica Italiana.

## Filmografia parziale

### Regista
- L'enigma Oppenheimer (1963)
- 1898: Processo a Don Albertario (1967)
- L'affare Dreyfus (1968)
- Le cinque giornate di Milano (1970)
- Il Muro (1970)
- Orfeo in paradiso (1971)
- Ipotesi sulla scomparsa di un fisico atomico (1972)
- Sul filo della memoria (1972)
- Delitto di regime - Il caso Don Minzoni (1973)
- Quaranta giorni di libertà (1974)
- Vai col Liscio! (1974)
- Tommaso d'Aquino (1975)
- Il Fausto di Marlowe (1977)
- La gatta (1978)
- Il sottoscritto Giuseppe Donati all'alta corte di giustizia (1983)
- Il coraggio di parlare (1987)
- Don Bosco (1988)
- ...Se non avessi l'amore (1991)
- Italia chiamò 11 episodi (1992)
- Incantesimo 26 episodi (2001-2002)
- Ai confini del cielo  (2004)

### Sceneggiatore
- Tre per una rapina, regia di Gianni Bongioanni (1964)

## Opere
- Come si fabbrica un programma tv, Brescia, La Scuola, 1970
- Lo Strauss della Romagna, le avventure di Secondo Casadei, Camunia Edizioni 1982
- Leggere e scrivere audiovisivo, Brescia, La Scuola, 1991.
- Temi e figure del film religioso, Leumann (To), Elle Di Ci, 1994
- La TV dell'anno zero, Roma, Studium, 1995
- Mistero Majorana. L'ultima verità, Firenze, Editrice Clinamen, 2006
- Il pianeta TV, Caravaggio editore, 2017
- La ballata dello schioppo e della croce, Annulli editori, 2017